# Madame Courage
 (janvier 2018).
Pour plus de détails, voir Fiche technique et Distribution.
Madame Courage (مدام كوراج) est un film algéro-français réalisé par Merzak Allouache, sorti en 2015.

## Synopsis
Omar, adolescent solitaire d’un bidonville de Mostaganem, vit sous l’emprise des psychotropes appelés « madame courage ». Habitué aux vols à l’arraché, il cible un matin Selma, une jeune fille au collier en or. Mais au moment du larcin, un simple échange de regards bouleverse son destin’.

## Fiche technique
- Titre français : Madame Courage
- Titre original : مدام كوراج
- Réalisation : Merzak Allouache
  - Assistant réalisateur : Amine Kabbes
- Scénario : Merzak Allouache
- Son : Alexis Durand, Hocine Mellal, Gadou Naudin, Julien Perez et Mohamed Amine Teggar
- Montage : Tuong Vi Nguyen-Long
- Production : Merzak Allouache, Antonin Dedet
  - Assistant production : Sophie Mauger
- Sociétés de production : Baya Films et Neon Productions
- Budget : 600 000 euro
- Pays d'origine :  Algérie et  France
- Langues originales : arabe
- Format : couleur - 1,85:1 - 35 mm
- Genre : drame social
- Durée : 90 minutes
- Dates de sortie : 
  - Algérie : 20 mai 2015
  - France : 20 mai 2015

## Distribution
- Adlane Djemil : Omar
- Lamia Bezoiui : Selma
- Leila Tilmatine : Sabrina
- Faidhi Zohra : Zoubida

## Distinctions

### Récompenses
- Nomination au Festival international du film du Caire pour le meilleur film.
- Nomination au Festival international du film de Haïfa pour le meilleur film.